# Довга (гора)
До́вга — гора в масиві Ґорґани (Українські Карпати). Розташована в південній частині Надвірнянського району Івано-Франківської області, на північний захід від села Поляниці, неподалік від гірськолижного курорту Буковель.
Висота 1371,3 м (за іншими даними — 1370,8 м). Північні та південні схили круті, північно-західний схил пологий. Вершина Довгої частково незаліснена; є кам'яні осипища.
Північно-західний схил переходить у пологий хребет, який тягнеться на північний захід до гори Плоскої (1352,6 м). На північ від вершини розташований пішохідний перевал Столи (1130 м).
На південному заході від гори бере початок струмок Марковець, лівий доплив Чорної Тиси.

## Особливості
Станом на 2011 рік системно зруйнована еко-система. За даними екологів уходила до заповідної еко-системи внутрішніх Карпат. Була місцем проживання рисі євразійської та ведмедя бурого, проте через втручання туристів із Буковеля остаточно вийшли з цього регіону. Через неконтрольований туризм з боку Буковеля перебуває на межі екологічної кризи.